# Parafia Wniebowzięcia Najświętszej Maryi Panny w Adamowiczach
Parafia Wniebowzięcia Najświętszej Maryi Panny w Adamowiczach – rzymskokatolicka parafia znajdująca się w Adamowiczach, w diecezji grodzieńskiej, w dekanacie Sopoćkinie, na Białorusi.

## Historia
Pierwszy, drewniany kościół pw. Wniebowzięcia Najświętszej Maryi Panny w Adamowiczach powstał w 1800. Parafie erygował biskup wigierski Jan Klemens Gołaszewski na początku XIX w. (przed 1818). W latach 1854–1855 w miejscu starego kościoła zbudowano obecną świątynię.
5 lipca 1950 komuniści aresztowali proboszcza ks. Kazimierza Orłowskiego, który przebywał w więzieniu do 16 października 1955 i do 1956 miał zakaz odprawiania mszy świętych. Poza tym okresem parafia działała. W 1988 parafię odwiedził biskup pomocniczy łomżyński Edward Samsel (parafia do 1991 de iure nadal należała do diecezji łomżyńskiej). W 1994 kościół został odnowiony.

### Przynależność parafii
- do 30 czerwca 1818 diecezja wigierska
- 30 czerwca 1818 – 28 października 1925 metropolia warszawska, diecezja sejneńska
- 28 października 1925 – 13 kwietnia 1991 metropolia wileńska, diecezja łomżyńska
- od 13 kwietnia 1991 metropolia mińsko-mohylewska, diecezja grodzieńska